# サウスウェスタン大学 (フィリピン)
サウスウェスタン大学（サウスウェスタンだいがく、Southwestern University, SWU）、正式名称 Southwestern University PHINMA）は、1946年に2人の薬剤師によって設立された、フィリピンのセブ市にある私立大学。1946年の夏にサウスウェスタン・カレッジズ (Southwestern Colleges) として設立され、1959年12月11日に大学に昇格した。メトロ・セブに3つのキャンパスを構えている。
20ほどの専攻分野を擁する総合大学であり、フィリピンの中では中堅大学とされているが、特に医学部、看護学部などの医療系と、会計学部が知られている。医学部は、マニラ首都圏外では最初に開設されたものであった。
セブ市の他の大学と同様に、制服が制定されており，医学系の学生は白衣，非医学系の学生は指定制服を着用している。